# Regeringsgebouw (Kiev)
Het regeringsgebouw van Oekraïne (Oekraïens: Будинок Уряду; Boedynok Oerjadoe) is een overheidsgebouw en een architectonisch monument gelegen in het centrum van Kiev, Oekraïne. Het dient sinds 1991 als het administratieve gebouw voor het kabinet van ministers van Oekraïne. Het is met 235.000 m² het grootste kantoorgebouw in Kiev. Met een dakhoogte van 58 meter gold het van 1941 tot 1954 als het hoogste gebouw van de stad.

## Architectuur
Het werd gebouwd tussen 1936 en 1938, op basis van een ontwerp van de Russische architect Ivan Fomin. Het centrale gebouw telt tien bouwlagen, de zijvleugels zeven en acht bouwlagen. De belangrijkste half omcirkelde gevel van het gebouw is geopend in de richting van de Hroesjevskyi-straat (Грушевського; Hroesjevskoho). Het is eveneens verdeeld door hoge kolommen van Korinthische orde, waarvan de kapitelen en voetstukken 2,5 meter lang zijn en gemaakt van gietijzer. De lagere verdiepingen van het gebouw worden geconfronteerd met grote ongeslepen blokken van labradoriet, terwijl de sokkel en portalen van gepolijst graniet zijn. De gelegeerd metalen vlaggenmasten en versierde poorten werden gemaakt in 1947.
Oorspronkelijk werd het gebouw ontworpen voor het Volkscommissariaat van Binnenlandse Zaken en de Raad van Volkscommissarissen, wat te zien is aan het uiterlijk en de interne indeling. Tegenwoordig is het kabinet er gehuisvest.